# Bittacus sinensis
Bittacus sinensis is een schorpioenvlieg uit de familie van de hangvliegen (Bittacidae). De wetenschappelijke naam van de soort is voor het eerst geldig gepubliceerd door Walker in 1853.
De soort komt voor in China, Japan en Korea.